# Émile Guillemin
Émile Guillemin (París, 16 d'octubre del 1841 - ibid. 26 de desembre del 1907 va ser un escultor francès de la Belle Époque.
Guillemin va treballar el bronze. Va estudiar amb el seu pare, el pintor Auguste Guillemin, i amb Jean-Jules Salmson. Va mostrar treballs al Saló de París de 1870 a 1899, i el 1897 hi va rebre una menció honorífica.
El 2008, la seva escultura de bronze de 1884 Femme Kabyle d'Algerie et Janissaire du Sultan Mahmoud II (dona kabil d'Algèria i genisser del sultà Mahmound II) es va vendre per 1.202.500 dòlars, més les taxes de subhasta, a Nova York a un col·leccionista privat a través de la casa de subhastes Sotheby's.